# الحارث بن أوس بن معاذ
الحارث بن أوس بن معاذ  (المتوفي سنة 3 هـ) صحابي، من الأنصار من بني عبد الأشهل، وابن أخ سعد بن معاذ. أسلم الحارث، وآخى النبي محمد بينه وبين عامر بن فهيرة، وشهد مع النبي محمد غزوة بدر، وكان ممن شارك في قتل كعب بن الأشرف. قُتل الحارث في غزوة أحد وعمره يومئذ 28 سنة، قيل أنه عاش بعد ذلك وشهد غزوة الخندق.